# بهادرشاه گجراتی

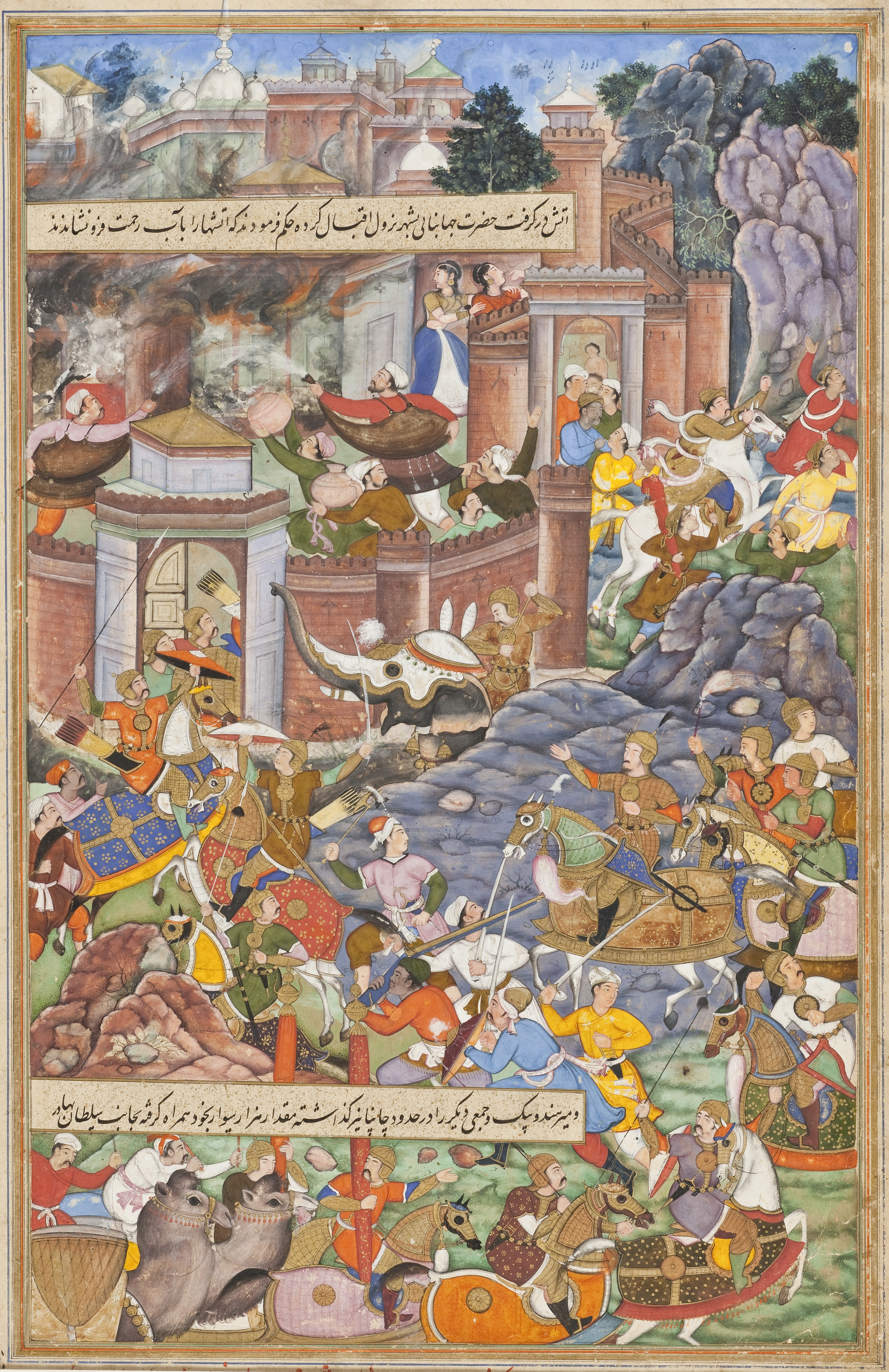
همایون، امپراتور مغول، با بهادر شاه گجراتی، سال ۱۵۳۵، نبرد می‌کند.

بهادرشاه گجراتی (د ۹۳۴ ق/ ۱۵۳۶ م)، سلطان گجرات و دومین پسر سلطان مظفر دوم بوده‌است. با توجه به سال مرگ وی و همچنین سن وی در هنگام مرگ که ۳۱ سال گزارش شده‌است، او باید به سال ۹۱۲ق / ۱۵۰۶م متولد شده باشد.

## سرگذشت
تاریخ ولادت وی دقیقاً مشخص نیست، اما احتمالاً وی به سال ۹۱۲ قمری/۱۵۰۶ میلادی متولد شده است. وی به سال ۱۵۲۵ م به دنگرپور، پیتور، موات و دهلی سفر کرده‌است. وی در دوران جنگ ابراهیم لودی (حاکم از ۹۲۳ تا ۹۳۲ قمری) با بابر (حاکم از ۹۳۲ تا ۹۳۷ قمری) در آنجا بود. وی پس از آشفتگی‌های سیاسی ناشی از قتل سکندرشاه در سال ۹۳۲ قمری، و پس از حکومت کوتاه مدت برادرش محمدشاه دوم، در سرزمین گجرات به سلطنت نشست. در دوران حکومت وی بر گجرات، درگیریهای میان سلاطین محلی بالا گرفت و همین امر سبب شد تا در ۹۳۵ قمری علاء الدین عمادالملک، حکمران برار از بهادرشاه برای مقابله در برابر برهان نظام شاه کمک طلب کند. این دعوت سبب شد تا بهادرشاه به دکن لشکرکشی نماید. عمادالملک از پیشروی بهادرشاه هراسان بود اما به سبب اتحاد سلاطین محلی با برهان نظام شاه، بهادرشاه به گجرات بازگشت. در سال ۹۳۷ قمری، بهادرشاه با اتکا به اقتدار و اعتبارش، از ضعف سلطان محمود خلجی (حکمران مالوه) استفاده کرده و به بهانه حمایت از مدعیان حکومت گجرات به آن منطقه لشکر کشی کرد و چندین قلعه و ولایت مالوه را به تصرف خویش درآورد. در این دوره، با رسیدن پرتغالی‌ها به دیو، بهادرشاه به این منطقه در حرکت شد اما پرتغالی‌ها بدون درگیری از منطقه خارج شدند.
بهادرشاه به پیشروی‌های خویش ادامه داد و در سال ۹۳۸ قمری، چندین شهر را از راجپوت‌ها گرفت و در سال ۹۴۰ قمری چیتور را محاصره کرد. در همین سال محمدزمان میرزاتیموری از زندان همایون گریخت و به بهادرشاه پناهنده شد؛ همایون درخواست بازپس گرفتن محمدزمان را مطرح کرد اما بهادرشاه اعتنایی ننمود. همین امر سبب شد تا همایون به دو پیشتیبان بهادرشاه (یعنی تاتارخان و لودی) حمله نماید و آنها را در هم شکند. پس از آن رو به گجرات در حرکت شد. همایون به جهت آنکه بهادرشاه در حال محاصره چیتور بود، علاقه‌ای به دخالت در این نبرد نداشت و به همین جهت در سارنگپور توقف کرد تا نتیجه این نبرد مشخص شود. سرانجام چیتور فتح شد. در سال ۹۴۲ قمری بهادرشاه و همایون در قلعه مندسور در مقابل هم قرار گرفتند. بهادرشاه شبانه با پنج تن از امرای خویش گریخت و به سوی مندو و سپس چانپانیر رفت. همایون نیز در پی وی روانه شد. در نهایت وی برای تصرف کشتی پرتغالی‌ها اقدام کرد که در همان نبرد کشته شد.